# Baz Lecocq
Jean Sebastian „Baz“ Lecocq (* 1970 in Amsterdam) ist ein niederländisch-französischer Historiker und Afrikawissenschaftler. Er ist Professor für Geschichte Afrikas an der Humboldt-Universität zu Berlin.

## Leben
Er studierte an der Universität Leiden Afrikanische Geschichte, Islamwissenschaft, Arabistik sowie Berbersprachen, mit einem Erasmusaufenthalt am Institut national des langues et civilisations orientales (INALCO) in Paris. Mit einer Arbeit über Politische Einheit und Spaltung in der postkolonialen Geschichte der Tuareg in Mali erwarb er 1995 den M.A. in Afrikanischer Geschichte. An der Universität Amsterdam promovierte er 2002 mit einer Schrift zu Tuareg-Rebellionen und konkurrierenden Nationalismen im heutigen Mali (1946–1996) bei Bonno Thoden van Velzen zum Ph.D.
Im akademischen Jahr 2003/04 war Lecocq Dozent für Afrikanische Geschichte an der Universität Leiden und von 2003 bis 2007 wissenschaftlicher Mitarbeiter am Berliner Zentrum Moderner Orient im DFG-Projekt „Translokalität in der Sahelzone und der Sahara“. Anschließend lehrte er als Dozent (ZAP) für Afrikanische Geschichte an der Universität Gent. Im Herbst 2014 wurde er als Professor für Afrikanische Geschichte (W2) an das Institut für Asien- und Afrikawissenschaften der Humboldt-Universität zu Berlin berufen.
Seine Arbeitsschwerpunkte sind Transport und Reisegeschichte in, aus und nach Afrika; politische und kulturelle Geschichte des (frankophonen) Westafrikas, insbesondere des Tuareg-Volkes der Sahel und der Sahara; Kolonisation, Dekolonisation und Nationalismus in Westafrika; Geschichte des Islams in Afrika, insbesondere die Transformationen in der Haddsch aus (französischsprachigem) Westafrika; und Geschichten der Sklaverei und Post-Sklaverei in Westafrika.
Mitte Juni 2024 forderte Lecocq mit mehreren tausend weiteren Dozenten den Rücktritt der Bildungs- und Forschungsministerin Bettina Stark-Watzinger aufgrund ihrer Erwägungen zur Sanktionierung von Hochschulangehörigen.

## Schriften (Auswahl)
- Disputed desert. Decolonisation, competing nationalisms and Tuareg rebellions in northern Mali. Leiden 2010, ISBN 978-90-04-13983-1.
- mit Amy Niang (Hg.): Identités sahéliennes en temps de crise. Histoires, enjeux et perspectives. Berlin 2019, ISBN 978-3-643-14256-6.